# Wohnhaus Burhaver Straße 288
Das Wohnhaus Burhaver Straße 288 im niedersächsischen Nordenham-Schweewarden im Landkreis Wesermarsch stammt wohl aus dem 19./20. Jahrhundert.

Aktuell (2024) wird es als Wohnhaus genutzt.
Das Gebäude steht unter Denkmalschutz (siehe auch Liste der Baudenkmale in Nordenham).

## Beschreibung
Schweewarden war im Mittelalter ein Wurtendorf auf einer Dorfwurt. Die Bauerschaft westlich von Blexen erhielt 1760 den Oldenburger Bauerbrief.
Das eingeschossige verputzte giebelständige Gebäude mit Walmdach und dem dominanten Giebelrisalit mit Krüppelwalmdach stammt wohl vom Anfang des 20. Jahrhunderts. Ein Walmdachhaus wurde später auf dem großen baumbestandenen Grundstück hinten links angefügt.
Das Landesdenkmalamt befand zur Bedeutung: „geschichtlich, städtebaulich“.